# Obukhiv
Obukhiv (em ucraniano:  Обухів) é uma cidade da Ucrânia, situada no Oblast de Kiev. Tem 24,2 km² de área e sua população em 2020 foi estimada em 33.419 habitantes.